# Ciîste, Romnî
Ciîste (în ucraineană Чисте) este un sat în comuna Vasîlivka din raionul Romnî, regiunea Sumî, Ucraina.

## Demografie
Componența lingvistică a localității Ciîste
     Ucraineană (92,11%)
     Română (5,26%)
     Rusă (2,63%)
Conform recensământului din 2001, majoritatea populației localității Ciîste era vorbitoare de ucraineană (92,11%), existând în minoritate și vorbitori de română (5,26%) și rusă (2,63%).